# Raščlana
Raščlana je sustavno istraživanje u kojem se predmet ili cjelina koja se istražuje rastavlja na njezine dijelove. Sastavni dijelovi se klasificiraju, istražuju i vrednuju.
Raščlana može biti primjerice na području analitičke kemije, filozofije, matematike ili masene spektrometrije